# Marby
Marby es una comuna francesa situada en el departamento de Ardenas, en la región de Gran Este.

## Demografía
| 121 | 108 | 87 | 82 | 69 | 66 | 67 |
| Para los censos de 1962 a 1999 la población legal corresponde a la población sin duplicidades (Fuente: INSEE [Consultar]) |     |    |    |    |    |    |